# Мурашниця рудогорла
Мурашниця рудогорла (Grallaria dignissima) — вид горобцеподібних птахів родини Grallariidae.

## Поширення
Вид поширений в Андах Колумбії, Еквадору і Перу. Його природне середовище проживання — субтропічні або тропічні вологі низовинні ліси.